# Instituto Psiquiátrico del Estado de Nueva York

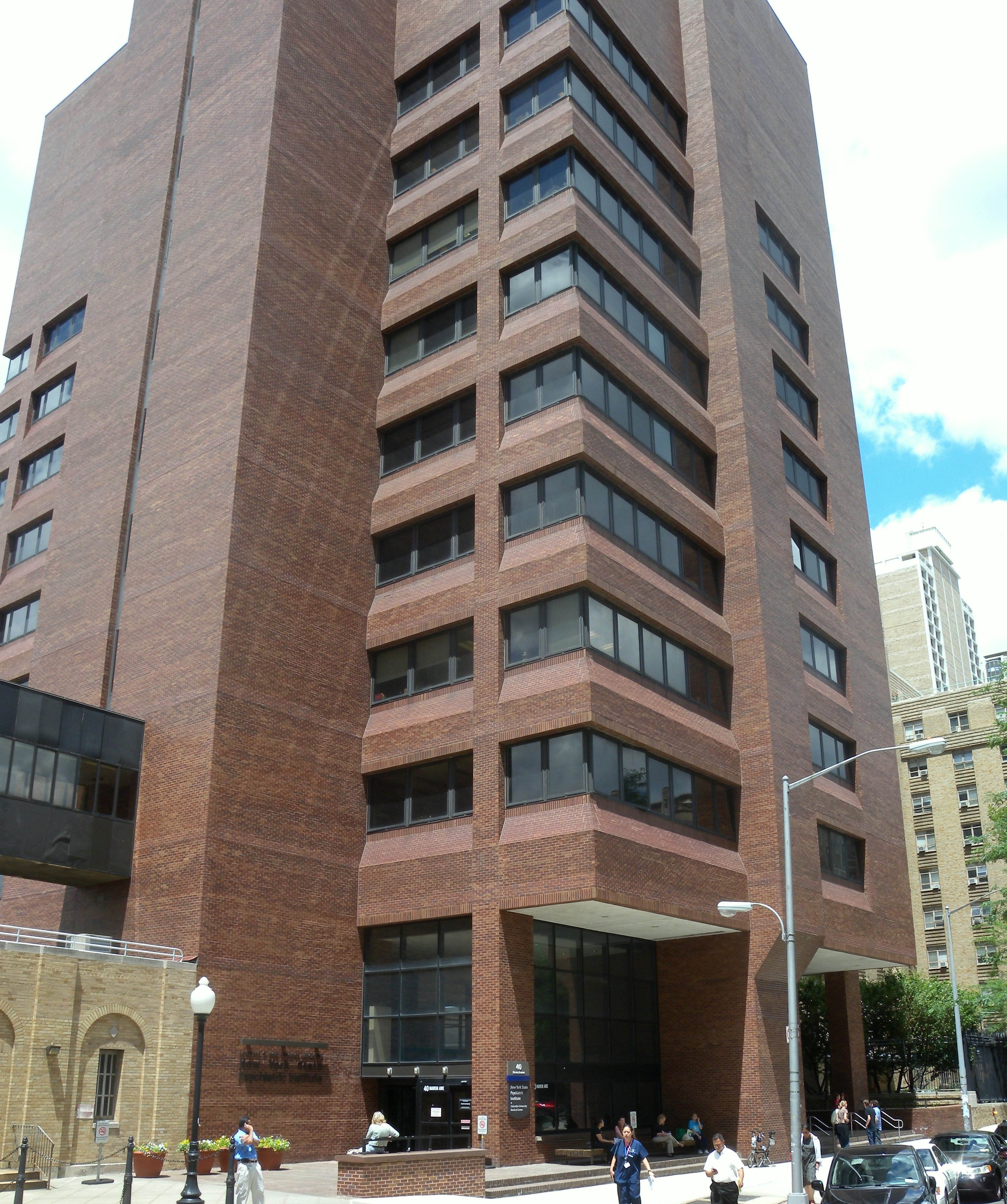
La sede del instituto, situada en Haven Avenue.

El Instituto Psiquiátrico del Estado de Nueva York (New York State Psychiatric Institute) fue fundado en 1895. Está situado en Riverside Dive, al pie de Washington Heights, en el Upper West Side de Manhattan (Nueva York). Fue una de las primeras instituciones en los Estados Unidos que integraban enseñanza, investigación y orientación terapéutica en el cuidado de pacientes con enfermedades mentales.
En 1925 el Psychiatric Institute se asoció al  Hospital presbiteriano de Nueva York (New York-Presbyterian Hospital), con lo que se añadían los recursos de un hospital general a los propios de un instituto psiquiátrico y los laboratorios de investigación existentes. Actualmente el Instituto es parte del Centro Médico de la Universidad de Columbia.
Destacadas figuras de la psiquiatría han ejercido como directores del Instituto. Entre ellos Ira Van Gieson, Adolf Meyer, August Hoch, Lawrence Kolb, Edward Sachar y Herbert Pardes. Actualmente el director es Jeffrey Lieberman.